# Japanese Breakfast
Japanese Breakfast est un groupe de musique américain formé en 2013 à Philadelphie par Michelle Zauner.

## Historique
Alors qu'elle est membre du groupe Little Big League (en), Michelle Zauner décide de lancer un projet solo en 2013. Elle publie plusieurs petits projets, dont la compilation June en 2013 et l'EP American Sounds en 2014. Après la mort de sa mère, elle décide de se consacrer à Japanese Breakfast et intègre au groupe les musiciens avec lesquels elle travaille. Leurs deux premiers albums studio, Psychopomp (en) et Soft Sounds from Another Planet (en) sortent respectivement en 2016 et 2017.
Leur troisième album studio, Jubilee (en), sort en juin 2021. Celui-ci vaut au groupe deux nominations lors de la 64e cérémonie des Grammy Awards, dans les catégories du meilleur nouvel artiste et du meilleur album de musique alternative.
La même année, Japanese Breakfast publie la bande originale du jeu vidéo Sable.
Le groupe sort son quatrième album studio, For Melancholy Brunettes (& Sad Women) (en), en mars 2025.

## Membres

### Membres actuels
- Michelle Zauner
- Craig Hendrix
- Deven Craige
- Peter Bradley

### Anciens membres
- Leslie Bear (en)
- Kat Casale

## Discographie

### Albums studio
- 2016 : Psychopomp (en)
- 2017 : Soft Sounds from Another Planet (en)
- 2021 : Jubilee (en)
- 2025 : For Melancholy Brunettes (& Sad Women) (en)

### Bande originale
- 2021 : Sable

### Compilation
- 2013 : June

### EPs
- 2013 : American Sounds
- 2014 : Where Is My Great Big Feeling?
- 2016 : Japanese Breakfast on Audiotree Live
- 2018 : Spotify Singles
- 2018 : Polyvinyl 4-Track Singles Series, Vol. 3
- 2019 : W Records x Japanese Breakfast
- 2021 : Live at Electric Lady
- 2022 : Spotify Singles

## Tournées
- 2016-2017 : Psychopomp Tour
- 2017-2019 : Soft Sounds from Another Planet Tour
- 2021-2022 : Jubilee Tour

## Distinctions

### Grammy Awards
| Année | Travail nommé      | Catégorie                             | Résultat   | Réf.  |
| ----- | ------------------ | ------------------------------------- | ---------- | ----- |
| 2022  | Japanese Breakfast | Meilleur nouvel artiste               | Nomination | [ 5 ] |
| 2022  | Jubilee (en)       | Meilleur album de musique alternative | Nomination | [ 5 ] |

### GLAAD Media Awards
| Année     | Travail nommé      | Catégorie                            | Résultat   | Réf.  |
| --------- | ------------------ | ------------------------------------ | ---------- | ----- |
| 2022 (en) | Japanese Breakfast | Meilleur nouvel artiste musical (en) | Nomination | [ 6 ] |

### Libera Awards(en)
| Année     | Travail nommé                                       | Catégorie                               | Résultat   | Réf. |
| --------- | --------------------------------------------------- | --------------------------------------- | ---------- | ---- |
| 2022 (en) | Jubilee (en)                                        | Enregistrement de l'année (en)          | Lauréat    | ,    |
| 2022 (en) | Jubilee (en)                                        | Meilleur enregistrement rock alternatif | Lauréat    | ,    |
| 2022 (en) | Jubilee (en)                                        | Meilleur nouvel artiste (en)            | Nomination | ,    |
| 2022 (en) | Jubilee (en)                                        | Meilleur packaging créatif              | Lauréat    | ,    |
| 2022 (en) | Jubilee (en)                                        | Génie du marketing (en)                 | Lauréat    | ,    |
| 2022 (en) | Savage Good Boy                                     | Vidéo de l'année (en)                   | Nomination | ,    |
| 2022 (en) | Be Sweet (en) au Tonight Show Starring Jimmy Fallon | Meilleur live (en)                      | Nomination | ,    |